# 707. pehotna divizija (Wehrmacht)
707. pehotna divizija (izvirno nemško 707. Infanterie-Division; kratica 707ID) je bila pehotna divizija Heera v času druge svetovne vojne.

## Zgodovina
Divizija je bila ustanovljena 2. maja 1941 kot nepremična divizija 15. vala iz nadomestnih enot 7. vojaškega okrožja. 
Uničena je bila junija 1944 pri Bobrujsku.

## Vojna služba
| Datum          | Delovanje       | Korpus             | Armada                          | Armadna skupina         | Področje |
| maj 1941       | v ustanavljanju |                    |                                 |                         |          |
| december 1941  |                 | za posebne namene  | Wehrmachts-Befehlshaber Ostland | Armadna skupina Sredina | Smolensk |
| maj 1942       |                 | za posebne namene  | 2. tankovska armada             | Armadna skupina Sredina | Brjansk  |
| marec 1943     |                 | 47. armadni korpus | 2. tankovska armada             | Armadna skupina Sredina | Brjansk  |
| april 1943     |                 | 20. armadni korpus | 2. tankovska armada             | Armadna skupina Sredina | Brjansk  |
| junij 1943     |                 | za posebne namene  | 2. tankovska armada             | Armadna skupina Sredina | Brjansk  |
| avgust 1943    |                 | 55. armadni korpus | 2. tankovska armada             | Armadna skupina Sredina | Brjansk  |
| september 1943 |                 | za posebne namene  | 9. armada                       | Armadna skupina Sredina | Rogačev  |
| december 1943  |                 | 35. armadni korpus | 9. armada                       | Armadna skupina Sredina | Bobrujsk |
| junij 1944     |                 | za posebne namene  | 9. armada                       | Armadna skupina Sredina | Bobrujsk |

## Organizacija
1941
- 727. pehotni polk
- 747. pehotni polk
- 657. artilerijski bataljon
- 707. inženirski bataljon
- 707. divizijske enote

## Pripadniki
Divizijski poveljniki
| 1. | Generalmajor Gustav Freiherr von Mauchenheim  |  | (3. maj 1941 – 22. februar 1943)      |
| 2. | Generalporočnik Hans Freiherr von Falkenstein |  | (22. februar 1943 – 25. april]] 1943) |
| 3. | Generalporočnik Wilhelm Rußwurm               |  | (25. april 1943 – 1. junij 1943)      |
| 4. | Generalporočnik Rudolf Busich                 |  | (1. junij 1943 – 3. december 1943)    |
| 5. | Generalmajor Alexander Conrady                |  | (3. december 1943 – 12. januar 1944)  |
| 6. | Generalporočnik Rudolf Busich                 |  | (12. januar 1944 – 15. maj 1944)      |
| 7. | Generalmajor Gustav Gihr                      |  | (15. maj 1944 – junij 1944)           |